# Castrillo de Don Juan
Castrillo de Don Juan és un municipi de la província de Palència a la comunitat autònoma de Castella i Lleó (Espanya). Limita amb Tórtoles de Esgueva (Província de Burgos) -al Nord-est-; Encinas de Esgueva (Província de Valladolid) i Canillas de Esgueva -al Sud-oest-; Hérmedes de Cerrato -a l'Oest- i Cevico Navero (Província de Palència) -al Nord-oest-. També amb Guzmán (Burgos) i Villaconancio (Palència).

## Demografia
| 1991 | 1996 | 2001 | 2004 |
| ---- | ---- | ---- | ---- |
| 404  | 363  | 330  | 305  |